# Marquesado de Bilbao Eguía
El marquesado de Bilbao Eguía fue un título nobiliario español creado por Francisco Franco el 1 de octubre de 1961, a favor de Esteban Bilbao Eguía.
El título fue suprimido el 21 de octubre de 2022 tras la entrada en vigor de la Ley de Memoria Democrática.

## Denominación
La denominación de la dignidad nobiliaria refiere a los apellidos, paterno y materno, por los que fue universalmente conocida la persona a la que se le otorgó dicha merced nobiliaria.

## Carta de otorgamiento
El título nobiliario se le otorgó por los siguientes méritos: 

«Las circunstancias que concurren en el Presidente de las Cortes Españolas y del Consejo del Reino, don Esteban de Bilbao y Eguía, ex Ministro de Justicia, figura señera de la Tradición, que, con probada rectitud política y lealtad a los principios del Movimiento Nacional, viene prestando con entusiasmo y constancia relevantes y dilatados servicios a la Nación en puestos de alta responsabilidad, le hacen acreedor al reconocimiento de la Patria y a que en su nombre sea enaltecido y honrado. En su virtud...».
Decreto 1761/1961, de 1 de octubre. Publicado en el «BOE» núm. 235, de 2 de octubre de 1961, página 14235.

## Marqueses de Bilbao Eguía
|                               | Titular                             | Periodo                       |
| Creación por Francisco Franco | Creación por Francisco Franco       | Creación por Francisco Franco |
| ----------------------------- | ----------------------------------- | ----------------------------- |
| I                             | Esteban Bilbao Eguía                | 1961-1970                     |
| II                            | Hilario Bilbao Eguía                | 1972-1977                     |
| III                           | Jesús María Bermejillo y Bilbao     | 1980-2010                     |
| IV                            | Francisco Javier Bermejillo Jentoft | 2016-2022                     |

## Historia de los marqueses de Bilbao Eguía
- Los padres del primer marqués fueron Hilario de Bilbao Ortúzar y su esposa María de la Concepción Matea de Eguía Galíndez, quienes tuvieron seis hijos e hijas:

1. Hilario Bilbao Eguía, que seguirá;
2. Esteban Bilbao Eguía, que sigue;
3. María de la Concepción Bilbao Eguía, casada con Jesús Bermejillo ..., con quien tuvo al menos un hijo: Jesús María Bermejillo y Bilbao, que seguirá en tercer lugar.
4. María Rosa Bilbao Eguía;
5. Martina Bilbao Eguía;
6. María de la Paz Bilbao Eguía, casada con José María Abaitua ...;

- Esteban Bilbao Eguía (1879-1970), I marqués de Bilbao Eguía, político carlista vasco, concejal del Ayuntamiento de Bilbao en 1904, diputado a Cortes durante la Restauración (1916-1923 y 1927-1929), la segunda república (1933-1935) y el franquismo (1943-1965), ministro de Justicia (1939-1943), presidente de las Cortes Españolas (1943-1965), presidente del Consejo del Reino (1947-1965).[4]

Casó con María de Uribasterra e Ibarrondo, sin descendencia. Le sucedió en 1972 su hermano:
- Hilario Bilbao Eguía (-1977), II marqués de Bilbao Eguía.

Sin datos sobre su matrimonio y descendencia. Le sucedió, por real carta de sucesión de fecha 8 de noviembre de 1980, su sobrino materno, hijo de su hermana María de la Concepción Bilbao Eguía y de su esposo Jesús Bermejillo ...:
- Jesús María Hilario Bermejillo y Bilbao (1923-2010), III marqués de Bilbao Eguía, ingeniero industrial.

Casó en 1953 con María de la Concepción Jentoft Beitia, de cuyo matrimonio nacieron trece hijos, nacidos todos ellos en Bilbao, en la provincia de Vizcaya: Jesús María (1954-), Begoña (1955-), María de la Concepción "Conchita" (1956-), Francisco Javier (1957-), María de Lourdes (1959-), José Carlos (1960-), Esteban (1961-), Ana María (1964-), María del Carmen (1965-), Paloma (1966-), Fernando (1968-), Pablo (1969-) y Luis (1970-) Bermejillo Jentoft. Le sucedió, por real carta de sucesión de fecha 26 de mayo de 2016 publicado en el BOE de 8 de junio de 2016, su segundo hijo varón:
- Francisco Javier Bermejillo Jentoft, IV marqués de Bilbao Eguía. Último titular.